# Градско позориште Требиње
Градско позориште Требиње је професионално позориште које делује у оквиру Културног центра Требиње, у граду Требиње на југу Босне и Херцеговине. Основано је 1997. године и представља централну позоришну институцију у источној Херцеговини. Позориште је познато по разноврсном репертоару, фестивалским успесима и ангажовању младих уметника.

## Историја
Градско позориште Требиње основано је као део постратне обнове културе у Источној Херцеговини. Од тада, израсло је у респектабилну институцију са сталним ансамблом, техничком екипом и сопственом сценом. Налази се у оквиру Културног центра Требиње, где редовно организује премијере, репризе и гостовања.

## Репертоар и продукција
Позориште изводи представе домаћих и страних аутора, адаптације класичних дела, савремене драме, комедије и представе за децу. Ради са сталним ансамблом и сарађује са гостујућим редитељима и глумцима из региона. Представе често обрађују друштвено ангажоване теме.

## Награде и признања
Градско позориште Требиње је током година освајало бројне награде на домаћим и међународним фестивалима:
- На Бориним позоришним данима у Фочи (2023), награда за најбољу представу у целини за представу Живот је сан[1].
- На 62. Фестивалу професионалних позоришта Србије „Јоаким Вујић“ у Врању (2022):
- Награда за најбољу мушку улогу – Жарко Цвијетић
- Награда за најбољу женску улогу – Слађана Зуровац
- Награда за режију – Жељко Милошевић
- Награда публике за најбољу представу
- Награда за колективну игру ансамбла[2]

Позориште редовно учествује на фестивалима као што су:
- Фестивал малих сцена Републике Српске
- Дани комедије у Бијељини
- Требињске летње свечаности

## Омладинска сцена
У оквиру позоришта делује и Омладинска позоришна сцена, намењена младим глумцима и полазницима драмских радионица. Омладинска сцена је платформа за развој нових талената и често наступа у оквиру локалних манифестација и школских сарадњи.

## Едукативни и културни програми
Позориште повремено организује драмске и глумачке радионице за младе, семинаре за наставнике, као и трибине о друштвеним темама. Сарађује са школама, удружењима и културним центрима у Требињу и шире.

## Сарадње и мрежа
Позориште сарађује са институцијама у региону, укључујући Народно позориште Републике Српске, Градско позориште Подгорица, Културни центар Нови Сад, као и независним трупама из Србије и Црне Горе.

## Организација
Позориште делује као сектор у оквиру Културног центра Требиње. Има стално запослене глумце, техничко особље и административну подршку. Редитељску продукцију често воде гостујући уметници, а сценографије и костимографије се углавном реализују у оквиру локалних уметничких сарадњи.